# Donkerbruin dijkschildmos
Donkerbruin dijkschildmos (Xanthoparmelia pulla) is een korstmossoort uit de familie Parmeliaceae. Hij komt voor op steen. Het leeft in symbiose met de alg Trebouxioid.

## Determinatie

### Uiterlijke kenmerken
Donkerbruin dijkschildmos is een bladvormig korstmos. Het thallus heeft een diameter tot 15 cm. Apotheciën zijn in het algemeen talrijk aanwezig. Ze hebben een diameter van 2 tot 8 mm. De schijfjes zijn donkerbruin bij droogte en hij groenachtig bij vochtige omstandigheden. Isidiën zijn afwezig. De onderzijde van het thallus is zwart met rhizinen.
Het korstmos heeft de volgende kleurreacties: Cortex: K-, medulla: C± roze, K-, KC+ roze, Pd-.

### Microscopische kenmerken
De ascosporen zijn ellipsoïde en meten 7-11 × 4-6 µm.

## Verspreiding
Donkerbruin dijkschildmos komt voor in Europa, Noord-Amerika, Zuid-Afrika, Australië (zuiden) en Nieuw-Zeeland. In Nederland is de soort vrij zeldzaam maar is niet bedreigd en staat niet op de Nederlandse Rode Lijst.